# Asier Riesgo
Asier Riesgo Unamuno, född 6 oktober 1983 i Deba i Spanien, är en spansk fotbollsmålvakt som sedan september 2019 spelar i Girona i Segunda División.